# Andy Robinson
Richard Andrew Robinson (Taunton, 3 aprile 1964) è un ex rugbista a 15 e allenatore di rugby a 15 britannico, nazionale inglese. Da giocatore militò come flanker nel Bath e rappresentò a livello internazionale l'Inghilterra e i British Lions. Da allenatore ha guidato la Nazionale inglese, l'Edimburgo e la Scozia "A" prima di diventare, nel 2009, commissario tecnico della nazionale maggiore scozzese, che guidò alla Coppa del Mondo di rugby 2011 e dal quale si è dimesso a novembre 2012.

## Biografia

### Attività da giocatore
Andy Robinson spese l'intera carriera sportiva nel Bath, all'epoca ancora club dilettantistico.
La sua professione, nel periodo di attività agonistica, era quella di insegnante di matematica, educazione fisica e rugby a Bath e, successivamente, a Bristol.
Nel 1996, con l'avvento del professionismo nel rugby XV, lasciò gli incarichi scolastici per disputare gli ultimi due anni di carriera da professionista.
Nel periodo al Bath, vinse 6 titoli di campione d'Inghilterra e 8 coppe Anglo-Gallesi, mettendosi in evidenza come uno dei rugbisti inglesi tuttora più titolati a livello nazionale; per quanto riguarda invece l'attività internazionale, debuttò con l'Inghilterra nel giugno 1988 contro l'Australia.
Furono 8 in totale le convocazioni fino al 1995, anche se le prime 7 furono tutte comprese nel biennio 1988-89, ivi compreso il Cinque Nazioni 1989.
Tra la penultima e l'ultima presenza in Nazionale di Robinson passarono più di 6 anni, e fu una sconfitta a Twickenham contro il Sudafrica fresco vincitore della Coppa del Mondo.
Nel 1997 Robinson si ritirò dall'attività agonistica.

### Attività da allenatore
Subito dopo la fine dell'attività agonistica Robinson prese in carico la conduzione tecnica del Bath, che tenne fino al 2000: nella sua prima stagione da tecnico vinse la Heineken Cup 1997-98, laureandosi campione d'Europa.
Nel 2000 entrò nello staff tecnico della Nazionale inglese come assistente di Clive Woodward, di cui prese il posto alla fine del 2004 dopo le dimissioni polemiche del C.T. vincitore della Coppa del Mondo nei confronti della politica ritenuta ostracistica dei club nei confronti della Nazionale.
Lo stesso Robinson incontrò le stesse difficoltà: guidò la squadra nel Sei Nazioni 2005 chiudendo con 3 sconfitte su 5 incontri: in quello successivo, una vittoria poco convincente sull'Italia fu il preludio a due sconfitte di fila contro Scozia e Francia; contro l'Irlanda giunse una terza sconfitta, nell'ultima giornata del torneo.
Robinson subì un taglio dello staff da parte della Rugby Football Union e l'affiancamento di un Élite Rugby Director, sorta di supervisore sotto la cui tutela Robinson era di fatto posto, il cui incarico fu affidato a Rob Andrew.
Anche così, un minitour estivo in Australia si risolse in due sconfitte in altrettanti test match.
Nel novembre 2006 l'Inghilterra andò incontro a 3 sconfitte su 4 test match autunnali (contro la Nuova Zelanda, l'Argentina e il secondo dei due match contro il Sudafrica, a fronte dell'unica vittoria 23-21 nel primo match contro questi ultimi).
Con un saldo negativo di 9 vittorie su 22 incontri, di fatto Robinson si trovò in una strada senza uscita, in cui l'unica alternativa alle sue dimissioni erano il licenziamento.
Il 29 novembre si dimise, non senza comunque criticare anch'egli, come già fece Woodward, il comportamento dei club: Robinson attribuì, infatti, buona parte della responsabilità delle scarse prestazioni della Nazionale alla mancanza di controllo sui giocatori a sua disposizione, nonché allo scarso appoggio ricevuto dalla Federazione.
Nel 2007 la Scottish Rugby Union chiamò Robinson per offrirgli la conduzione tecnica dell'Edimburgo, squadra professionistica di proprietà federale; un mese più tardi gli affidò anche l'incarico di selezionatore della Nazionale “A” scozzese.
In occasione dell'incontro valido per la Calcutta Cup contro l'Inghilterra nel Sei Nazioni 2008 Robinson fu chiamato dal C.T. della Nazionale maggiore scozzese a dare la sua consulenza tecnica alla squadra; al riguardo, l'inglese Steve Borthwick, lanciato da Robinson nel Bath e da esso tenuto poi a battesimo in Nazionale, dichiarò alla vigilia dell'incontro: «Sarà una partita durissima, perché Robinson gioca sempre per vincere e in più è intenzionato a umiliare i dirigenti della federazione inglese per il modo in cui egli ritiene di essere stato trattato».
A titolo di cronaca, la Scozia vinse 15-9 e conquistò la Calcutta Cup; dopo aver condotto l'Edimburgo al suo miglior piazzamento di sempre (secondo posto nella Celtic League 2008-09, ricevette l'incarico di commissario tecnico della Scozia.
In tre anni e mezzo di conduzione, a dispetto di alcuni risultati di rilievo (come la vittoria sull'Australia sia in casa che fuori, e quella sul Sudafrica all'epoca campione del mondo), la Scozia non riuscì ad andare oltre la lotta per il penultimo posto nel Sei Nazioni contro l'Italia, e nel corso dei test di fine anno 2012, dopo la sconfitta nell'ultimo test match contro Tonga per 15-21, è scesa fino al dodicesimo posto del ranking IRB, il minimo per evitare di dover disputare le qualificazioni per la Coppa del Mondo di rugby 2015, dietro alle citate Italia, Tonga e Samoa; il giorno dopo la sconfitta ha rassegnato le dimissioni dall'incarico.

## Palmarès
- Premiership: 6
Bath: 1988-89, 1990-91, 1991-92, 1992-93, 1993-94, 1995-96
- Coppe Anglo-Gallesi: 8
Bath: 1985-86, 1986-87, 1988-89, 1989-90, 1991-92, 1993-94, 1994-95, 1995-96